# 桑氏园丁鸟
桑氏园丁鸟（学名：Archboldia sanfordi）是雀形目园丁鸟科的一种鸟类。桑氏园丁鸟分布于新几内亚中央山脉，该物种分类地位有争议，也被视为雪山园丁鸟的一个亚种。